# عملیات شهید مدنی
عملیات شهید مدنی از جمله عملیاتهای محدود جنگ ایران و عراق می‌باشد که توسط ارتش جمهوری اسلامی ایران و در تاریخ ۲۷ شهریور ۱۳۶۰ و در منطقه شرق کرخه و محور سوسنگرد-اهواز به اجرا درآمد.

## هدف عملیات
هدف از این عملیات تحقق کامل اهداف از پیش تعیین‌شده عملیات طراح بوده که محقق نشده بود. به دلیل آنکه پیشروی عناصر لشکر زرهی ارتش در عملیات طراح ناقص بوده و این نقصان باعث شده بود که قسمتی از جناح جنوبی لشکر ۹۲ زرهی ایران زیر آتش دیده‌بانی عراق قرار بگیرد، قدرت هرگونه تحرک از این نیرو گرفته شده‌بود و هر روزه موجبات تلفات سنگینی به نفرات و تجهیزات تیپ۳ این لشکر را فراهم آورده بود. در همین راستا فرمانده لشکر ۹۲ از قرارگاه مقدم که مرکز فرماندهی عملیاتهای ارتش در جبهه جنوبی بود درخواست کرد تا دستوری به لشکر۱۶ زرهی قزوین ابلاغ شود و آن لشکر در کرانه جنوبی کرخه تا پل سابله پیشروی و با از بین بردن مواضع عراق، جناح جنوبی لشکر ۹۲ را از دید و تیر مستقیم ارتش عراق دور نگهدارد.
این عملیات آخرین اقدام محوری ایران در سال اول جنگ به‌شمار می‌رفت که هدف از آن تثبیت مواضع نیروهای عراقی در غرب کرخه و جلوگیری از پیشروی بیشتر آن‌ها بود.

## شرح عملیات
علی‌رغم مخالفت لشکر۱۶ زرهی قزوین با این درخواست، قرارگاه مقدم دستور اکید و لازم‌الاجرایی را مبنی بر اجرای عملیات در سریعترین زمان ممکن صادر کرد. لذا عملیات شهید مدنی در دو مرحله و طی سه روز طراحی و در نهایت اجرا شد.
فرمانده لشکر۱۶ زرهی قزوین دلیل مخالفت خود را کمبود شدید مهمّات و نبود آتش توپخانه بیان کرده‌بود.